# Gatewood Lincoln
Gatewood Lincoln, né le 5 août 1875 à Liberty au Missouri et mort le 15 octobre 1957 dans le comté de Bladwin en Alabama, est un homme politique américain. Il est gouverneur des Samoa américaines de 1929 à 1931 et de 1931 à 1932.